# 绵穗苏
绵穗苏（学名：Comanthosphace ningpoensis）为唇形科绵穗苏属下的一个种。

## 扩展阅读
- 維基物種上的相關：绵穗苏

1. ↑  . The Plant List. 2012-03-23  [2021-01-22]. （原始内容存档于2021-01-29）.